# Guanin
Guanin (G, Gua) ist eine der vier Nukleinbasen in der DNA und RNA, zusammen mit Adenin, Cytosin und Thymin (Uracil in RNA). Es ist eine heterocyclische organische Verbindung mit einem Puringrundgerüst und zwei Substituenten (Aminogruppe an Position 2 und Sauerstoffatom an Position 6). Das Nukleosid von Guanin ist das Desoxyguanosin in der DNA und das Guanosin in der RNA. In der Watson-Crick-Basenpaarung bildet es drei Wasserstoffbrücken mit Cytosin.

## Biosynthese und Metabolismus
Der Organismus der meisten Lebewesen ist in der Lage, Guanin selbst zu synthetisieren; da dieser Stoffwechselweg sehr energieaufwändig ist, kann der Körper über den Salvage Pathway das Purin-Derivat Guanin auch wiederverwenden, aus abzubauenden Nukleinsäure-Molekülen ausschneiden und bei Bedarf wieder an Ribose binden.
Der Abbau des Guanins erfolgt zu Xanthin und weiter zu Harnsäure.
Bei Reptilien und Vögeln stellt Guanin neben Harnsäure eine wichtige Ausscheidungsform für Stickstoff (hauptsächlich aus dem Protein- und Nukleotidabbau) dar. Das Ausscheidungsprodukt ist pastös und beinhaltet wenig Wasser, so dass dessen Masse nicht mitgeführt werden muss, was die Flugfähigkeit unterstützt. Dies ist energiesparender, als die im Guanin enthaltene chemische Energie zu nutzen. Aus demselben Grund scheiden auch Fledermäuse Guanin aus. Ausgeschiedenes Guanin (und Harnsäure) bildet nach Verwitterung den Guano, besonders auf kalkreichen Böden.

## Darstellung
Eine Darstellung erfolgt über die Traube-Synthese durch ein Erhitzen von 2,4,5-Triamin-1,6-dihydro-6-oxopyrimidin (als Sulfat) mit Ameisensäure über mehrere Stunden.

## Eigenschaften
Guanin ist ein weißer bis gelblich weißer Feststoff, der bei über 365 °C unter Zersetzung schmilzt. Es ist unlöslich in Wasser, löslich in verdünnten Säuren und Laugen, schwerlöslich in Ethanol und Diethylether.

## Geschichte und biologische Bedeutung
1871 berichtete Friedrich Miescher von einer phosphorhaltigen Substanz, die er aus den Zellkernen von Erythrozyten isolieren konnte. Er nannte sie Nuklein. 1883 konnte der spätere Nobelpreisträger Albrecht Kossel beweisen, dass Guanin das Spaltprodukt eines aus Gänseblut gewonnenen Nukleins ist. Guanin war seit 1844 als eine stickstoffreiche Base bekannt, die sich in den Exkrementen von Säugetieren und Vögeln anreichert. Erste Erkenntnisse zum Vorkommen des Guanins im Nuklein gab es schon seit 1874. Sie gingen auf den Schweizer Chemiker Jules Piccard zurück, der auf Bitte von Friedrich Miescher hin das „Nuclein des Lachsspermas“ (Nukleinsäure) untersucht hatte. Kossel wies 1891 erstmals nach, dass Guanin ein Spaltprodukt der aus Hefe gewonnenen Nukleinsäure ist.
Guanin kann Bestandteil der DNA, RNA oder verschiedener Nukleoside und Nukleotide sein.

### Nukleoside
Über das N9-Atom des Fünfringes kann Guanin an das C1-Atom der Ribose N-glycosidisch gebunden werden; man spricht dann von einem Nukleosid, dem Guanosin. Bei der Bindung an Desoxyribose entsteht das Nukleosid Desoxyguanosin.
|             |                    |
| Guanosin, G | Desoxyguanosin, dG |

### Nukleotide
Über die Phosphorylierung des Guanosins am C5-Atom der Ribose gelangt man zu den wichtigen Nukleotiden Guanosinmonophosphat (GMP), Guanosindiphosphat (GDP) und Guanosintriphosphat (GTP), bzw. analog für das Desoxyguanosin zu Desoxyguanosinmonophosphat (dGMP), Desoxyguanosindiphosphat (dGDP) und Desoxyguanosintriphosphat (dGTP).

Strukturformel von GTP

### Bestandteil der DNA und RNA
In der DNA-Doppelhelix bildet Guanin über die Oxogruppe, das N1-Atom und die Aminogruppe drei Wasserstoffbrücken mit der zugehörigen Cytosin-Base des komplementären Stranges aus.

Strukturformel eines G-C-Basenpaars

### Pathophysiologie
Bei Störungen des Salvage Pathway, besonders bei einem Defekt des Enzyms Hypoxanthin-Guanin-Phosphoribosyl-Transferase (HGPRT), kommt es zum Krankheitsbild des Lesch-Nyhan-Syndroms.
Bei einer zu hohen Menge an metabolisiertem Guanin kann die entstehende, unphysiologisch hohe Menge an Harnsäure (Hyperurikämie) in der Niere, den ableitenden Harnwegen oder in bradytrophen Geweben (vor allem Gelenkkapseln) auskristallisieren und zu Harnsteinen oder Gicht führen.

## Verwandte Verbindungen
|                |                |                 |                      |                  |           |
| 1-Methylguanin | 7-Methylguanin | N2-Methylguanin | N2,N2-Dimethylguanin | 6-O-Methylguanin | Isoguanin |